# Onthophagus nitidus
Onthophagus nitidus là một loài bọ cánh cứng trong họ Bọ hung (Scarabaeidae).